# Torrfrakt
Torrfrakt, sk. "Torr sjöfrakt" är transporter av bulk d.v.s. löst, opaketerat gods på fraktfartyg. Exempel på torrfrakt är spannmål, malm, kol och industrimetaller.
Torrfrakt kan mätas av sk. torrlastindex för att inom ekonomi ligga som grund för konjunkturbedömningar. Exempel på ett sådant index är Baltic Dry Index